# سفارة دولة فلسطين لدى البرازيل
سفارة دولة فلسطين لدى البرازيل هي الممثلية الدبلوماسية العُليا لدولة فلسطين لدى البرازيل. تقع السفارة في لاغو سول. بدأت العلاقات الدبلوماسية في عام 1993 عندما فتحت منظمة التحرير الفلسطينية مكتبًا لها لدى البرازيل، وفي عام 1998 تعاملت البرازيل مع البعثة الفلسطينية بنفس مستوى السفارات.